# Орден Османие
Орден Османие (тур. Nishani Osmani) — османский орден. Был учрежден в январе 1862 года султаном Абдул-Азизом. Им награждались гражданские служащие и военачальники за выдающуюся службу Империи. Орден за военные заслуги мог украшаться скрещенными саблями. Знаки ордена 1-й степени иногда украшались бриллиантами.

## Степени ордена
Орден имел четыре степени:
- 1-я степень – не более 50 членов,
- 2-я степень – не более 200 членов,
- 3-я степень – не более 100 членов,
- 4-я степень – не более 2000 членов.

Ограничения касались подданных Империи.

## Знаки
Знак ордена — семиконечная серебряная звезда темно-зелёной эмали, с тремя серебряными короткими лучами между каждыми концами звезды. Золотой центральный медальон покрыт красной эмалью и окружен кольцом зелёной эмали.
В центральной красной части — рельефный золотой полумесяц и каллиграфическая надпись «Упование на Помощь Всемогущего Аллаха. Абдул-Азиз-хан, Суверен Оттоманской Империи». Реверс медальона серебряный, с изображением композиции из различного вооружения и датой «699» — годом основания Оттоманской Империи. На верхнем конце знака находится золотой полумесяц рогами вверх со звездой.
Нагрудная звезда ордена имеет такой же медальон стороны, наложенный на семиконечную звезду, лучи которой имеют характерную насечку.
Звезда первой степени обычно имеет размеры около 100 мм, в то время как звезда второго класса имеет размеры около 90 мм в диаметре.
Лента — зелёная с узкими красными полосками, слегка отступающими от краёв.

## Изображение степеней ордена
| 1-степени | 2-степени | 3-степени | 4-степени |
| --------- | --------- | --------- | --------- |
|           |           |           |           |
|           |           |           |           |